# Guben
Guben (pronunciación en alemán: /ˈɡuːbn̩/ⓘ) es un municipio situado en el distrito de Spree-Neiße, en el estado federado de Brandeburgo (Alemania), a una altitud de 40 metros. Su población a finales de 2016 era de 17 000 habs. y su densidad poblacional, 400 hab/km².

## Historia

### Época medieval
Guben comenzó a desarrollarse alrededor de 1200 gracias al comercio y mercado en las carreteras entre Leipzig y Poznan y entre Görlitz y Fráncfort del Oder. Un asentamiento en la margen oriental del Neisse de Lusacia estaba protegido por pantanos al sur y por el Lubst, un afluente del Neisse, al norte y al este. Enrique III de Meissen otorgó a este asentamiento los derechos de Magdeburgo el 1 de junio de 1235 y lo declaró un oppidum (ciudad). En la orilla occidental del río, un claustro de monjas benedictinas comenzó a desarrollarse como un suburbio periférico de la ciudad en la orilla oriental del río. En una carta de 1312, Guben recibió su escudo de armas con tres torres.
Hasta 1815, Guben pertenecía ininterrumpidamente al Margraviato de la Baja Lusacia. Entre 1367 y 1635 el margraviato formó parte de la corona de Bohemia. La ciudad fue fortificada en el siglo XIV con movimientos de tierra, trincheras y tablas de madera, y luego se reorganizó entre 1523 y 1544. En 1635, el elector Juan Jorge I de Sajonia recibió la Baja Lusacia y Guben en la Paz de Praga.

### Crecimiento de la economía y la infraestructura
La industria textil de Guben comenzó a desarrollarse en el siglo XVI, aunque empezó a florecer en el siglo XIX, especialmente con guantes de cuero en 1849. A partir de 1822, la producción de sombreros de Guben cubrió el 65% de la demanda alemana. La industrialización posterior condujo a la producción de alfombras y zapatos. El procesamiento de lignito comenzó en la mitad oriental de la ciudad en 1847. La tradición de tejer aún prevalece en los tiempos modernos, ya que la empresa textil Trevira mantiene una planta de fabricación en la ciudad.
La estación de Guben se inauguró con el ferrocarril entre Fráncfort (Oder) y Breslau (Breslavia) en 1846 y el ferrocarril Cottbus-Guben se abrió en 1871. Una línea directa a Forst (Lusacia) se terminó en 1904, y una línea de tranvía circuló por la ciudad desde el 24 de febrero de 1904 hasta el 8 de junio de 1938.

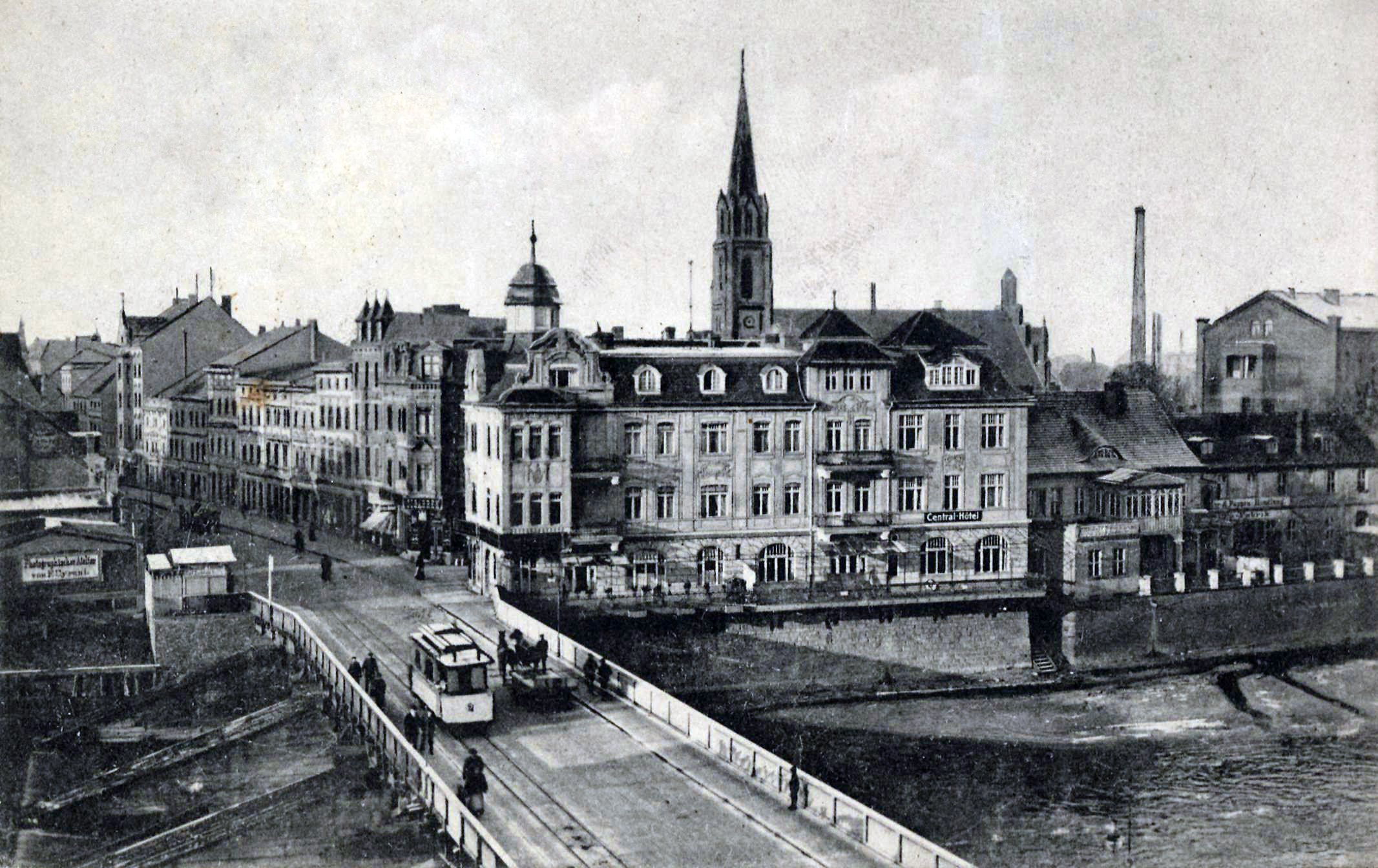
Guben alrededor del año 1920

En 1815, el Margraviato de la Baja Lusacia fue abolido y reemplazado por el sistema de distrito. Guben se convirtió en la capital de un distrito dentro de la Provincia de Brandeburgo. El 1 de abril de 1884, la ciudad de Guben se separó del distrito de Guben y se convirtió en su propio distrito urbano. El 1 de diciembre de 1928, la región de Mückenberg se incorporó desde el distrito de Guben a la ciudad de Guben.
Más recientemente, el médico anatomista Gunther von Hagens, de la Universidad de Heidelberg, donde desarrolló muchas de sus técnicas de plastificación de cadáveres, ha comprado una fábrica de fabricación de lana en desuso, la cual ha sido renovada y convertida en un museo-centro de trabajo. El propietario espera dar trabajo a unas 200 personas, lo que tendrá algún impacto en las cifras locales de desempleo que actualmente se encuentran en cerca del 20%.
Ha habido algunas objeciones a este desarrollo por razones morales, pero la mayoría de la población de Guben ve este desarrollo como algo bueno para la prosperidad futura de Guben.

### Después de la Segunda Guerra Mundial

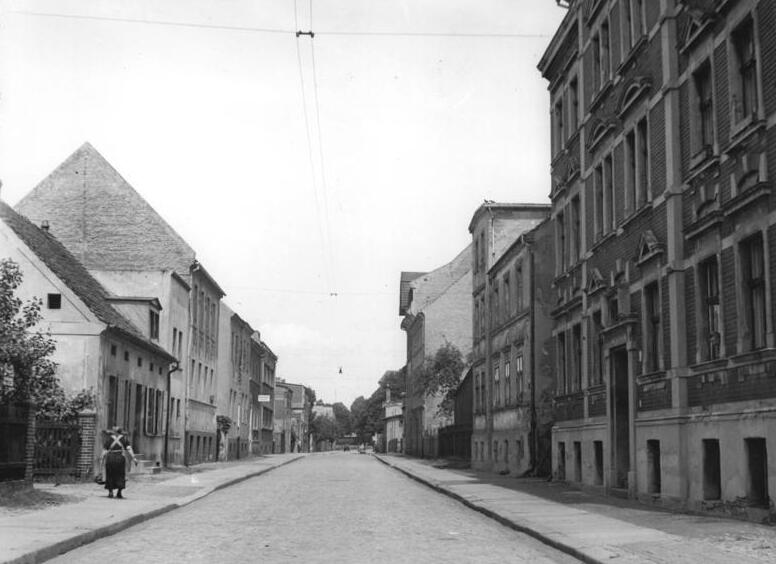
Guben en el año 1955.

En la Conferencia de Potsdam al final de la Segunda Guerra Mundial en 1945, la frontera entre Alemania y Polonia se fijó como la línea Óder-Neisse. Debido a que Guben estaba a orillas del Neisse de Lusacia, la ciudad se separó en Guben alemán y la parte oriental anexionada por Polonia para constituir la ciudad polaca de Gubin.
Debido a que el centro histórico de Guben se convirtió en Gubin, los suburbios occidentales que crecieron a partir del claustro benedictino permanecieron en Guben. Aunque subdesarrollado en comparación con la ciudad al otro lado del río, el Guben restante comenzó a crecer ampliamente después de 1945, especialmente a través de la construcción de una planta química y áreas residenciales adicionales. De 1961 a 1990, Guben fue nombrado oficialmente "Wilhelm-Pieck-Stadt Guben" por Alemania Oriental después de su primer y único presidente estatal, Wilhelm Pieck, quien nació en la mitad oriental de la ciudad (hoy Gubin) en 1876. Desde junio de 1950 hasta 23 de julio de 1952 Guben era parte del distrito de Cottbus.

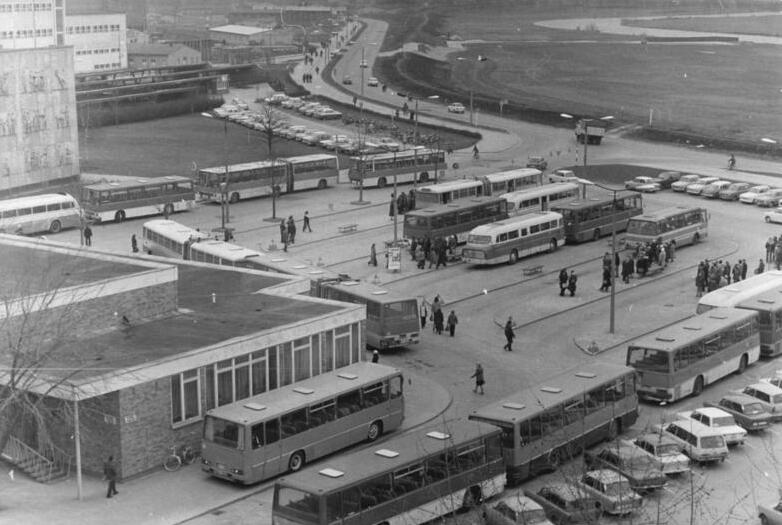
Guben, la planta química en 1980, cambio de capa.

### Reunificación
La reunificación alemana en 1990 trajo depresión económica y desempleo a la ciudad. Cuando se abolió el distrito de Guben el 6 de diciembre de 1993, Guben se convirtió en parte del distrito de Spree-Neiße. En los últimos años, la ciudad ha comenzado a desarrollar vínculos más estrechos con Gubin al otro lado del río.

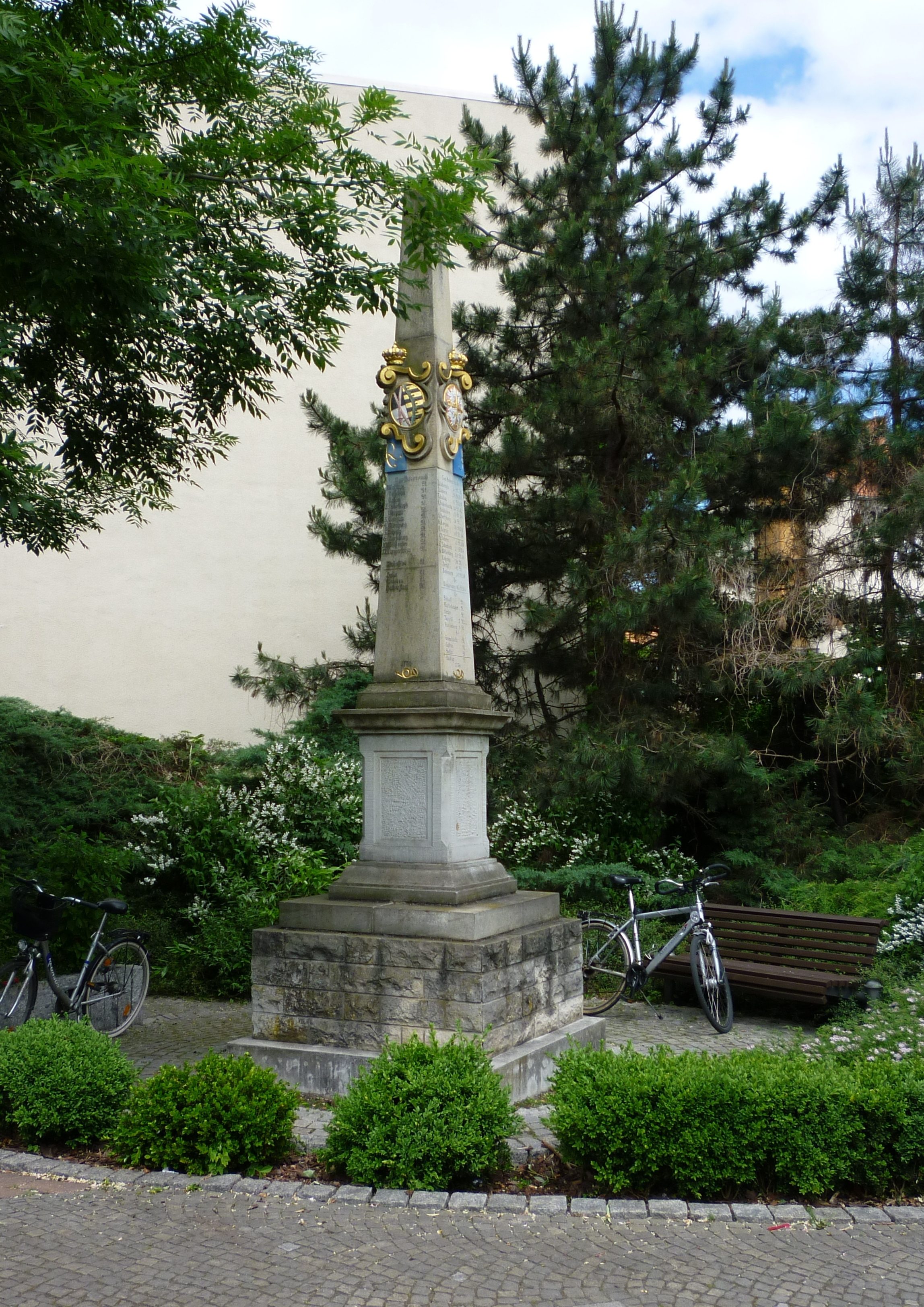
Hito sajón de 1736.

## Demografía
- Tendencia poblacional desde 1875 (línea azul: población; línea punteada: comparación con tendencias poblacionales del estado de Brandenburg; fondo gris: tiempo de gobierno Nazi; fondo rojo: tiempo de Gobierno comunista)
- Proyecciones y desarrollo poblacional reciente (Desarrollo poblacional antes del censo del 2011 (línea azul); Desarrollo poblacional reciente de acuerdo al Censo en Alemania del 2011 (línea azul con bordes); Proyecciones ofiales para el período 2005-2030 (línea amarilla); para el período 2017-2030 (línea escarlata); para el período 2020-2030 (línea verde)